# Bloomington (Indiana)
Bloomington – miasto w Stanach Zjednoczonych, w stanie Indiana, około 80 km na południowy zachód od Indianapolis. Jest to duży ośrodek produkcji urządzeń elektrycznych i hydraulicznych.
Miasto liczy 69,3 tysięcy mieszkańców, a jego obszar metropolitalny 175,5 tysięcy (dane z 2000).
W mieście znajduje się główny kampus stanowego Uniwersytetu Indiany, pod nazwą Uniwersytet Indiany w Bloomington (ang. Indiana University Bloomington). Uczelnia została założona w 1820. Kampus w Bloomington ma około 40 tysięcy studentów (cały uniwersytet około 99 tysięcy na 9 kampusach).

## Miasta partnerskie
- Posoltega (Nikaragua)
- Santa Clara (Kuba)
- Luzhou (Republika Chińska)